# Bus de campo
Un bus de campo es un sistema de transmisión de información (datos) que simplifica enormemente la instalación y operación de máquinas y equipamientos industriales utilizados en procesos de producción.
«Bus de campo» es el nombre de una familia de protocolos de red industriales utilizados para control distribuido en tiempo real, estandarizado como IEC 61158.
Un sistema industrial complejo y automatizado —como las líneas de ensamble— usualmente requiere de un sistema de control distribuido —una organización jerárquica de controladores— para funcionar. En el nivel superior de esta jerarquía existe comúnmente una interfaz hombre-máquina (HMI), desde la cual el operador puede monitorear u operar el sistema. Esta está típicamente ligada a una capa en los niveles medios de la jerarquía, constituida por controladores lógicos programables (PLC) a través de un sistema de comunicación que no es de tiempo crítico (por ejemplo, Ethernet). En el nivel más bajo de la cadena de control está el bus de campo que enlaza los PLCs a los componentes que realizan la tarea, como sensores, actuadores, motores eléctricos, luces de consola, interruptores, válvulas y contactores.
El objetivo de un bus de campo es sustituir las conexiones punto a punto entre los elementos de campo y el equipo de control a través del tradicional bucle de corriente de 4-20 mA.
Típicamente son redes digitales, bidireccionales, multipunto, montadas sobre un bus serie, que conectan dispositivos de campo como PLCs/PACs, transductores, actuadores y sensores. Cada dispositivo de campo incorpora cierta capacidad de proceso, que lo convierte en un dispositivo inteligente, manteniendo siempre un costo bajo. Cada uno de estos elementos será capaz de ejecutar funciones simples de diagnóstico, control o mantenimiento, así como de comunicarse bidireccionalmente a través del bus.
Ejemplos: Transmisor AS-i y PROFIBUS (PROcess FIeld BUS)

## Buses de campo
- AS-interface
- CAN
- Ethernet POWERLINK
- Modbus
- Profibus
- MVB
- WTB

- Datos: Q1141640